# 伍佰
伍 佰（ウー・バイ、1968年1月14日-）は台湾出身の歌手、俳優、作詞家、作曲家である。本名：呉 俊霖（ウー・ジュンリン）。エイベックス台湾（cutting edgeレーベル）に所属。
台湾で幅広い層に支持されているトップミュージシャン。ビビアン・スーやカレン・モクなど、多くのアーティストに楽曲の提供やプロデュース業などの活動も行っている。台湾以外にも、シンガポールやマレーシアなど東南アジアの華人の間でも人気が高い。

## 人物
1992年、本名でソロアルバム「愛上別人是快樂的事」でCDデビュー。その後、4人組のロックグループ「伍佰＆China Blue（ウーパイ・アンド・チャイナ・ブルー）」を結成、ボーカル・ギターを担当する。台湾では幅広い層に支持されているトップアーティストの一人で、曲は常に台湾でのヒットチャートの上位を占める。特にライブ演奏が盛り上がることでも有名で、数万人規模のコンサートを開き、観客動員数の記録をこれまでに何度も塗り替えていることから、“King of Live”の異名を取る。あまり飾り気のない、パワフルなサウンドであることに加えて、北京語の発音も台湾なまりが強いため、曲を聴いた印象としてはどことなく野趣な感じを受ける。
「最も台湾的な人物」の代表的な人であるが、「台湾的」であることがダサい、かっこ悪いと思われがちな台湾において、台湾的でありながら、新しく、かつクールでかっこいいというイメージを持つ人である。また、「台湾的」の固定観念にこだわらず、電子音楽の要素が強く、なおかつメッセージ性も強い台湾語アルバム『雙面人』などを発表。アルバムやライブは毎回趣向を変え、同じことは二度とやらない。中華圏の多くの歌手から曲や歌詞の提供、プロデュース依頼があり、中華圏芸能界では「伍佰老師」と敬称をつけて呼ばれている。
大のプロレス好きとして知られ、武藤敬司との親交もあり、もはやファンというより崇拝の対象である。インタビュー等でも基本は無口なほうだが、プロレスの話になると止まらなくなるほどである。武藤には「王道」などのテーマ曲も提供しているほか、2008年には武藤自身が試合中にシャイニング・ウィザードを放つシーンとともにPVに出演する「閃光魔術」を発表し、武藤全日本初の海外遠征である台湾興行にも大きく貢献した。また、彼が喋る日本語はすべてプロレスから学んでいるそうである。
日本には、2000年9月に福岡で開催された「アジアマンス・アジア太平洋フェスティバル」に招聘される形で来日。その後2002年にも、映画『聖石傳説』とアルバム『夢の河』のプロモーションで再度来日している。親日家で、プライベートでもしばしば来日し、温泉やプロレスを楽しんでいる。
映画が好きで、音楽を志す前は俳優志望だったこともあり、今でも映画やテレビドラマの出演、製作に時折たずさわっている。
2007年に公開された、日本とモンゴルの合作映画『蒼き狼 〜地果て海尽きるまで〜』に「殲滅」という曲を提供している。
2019年のテレビドラマ『時をかける愛』では、彼の「LAST DANCE」という曲が劇中で重要な役割を果たしている。

## 代表作品
- 浪人情歌（1994年）
- 「墓仔埔也敢去（中国語版）[2]」(台湾ベテラン歌手葉啓田（中国語版）の曲のカヴァー。原曲「恋をするなら」(1995年)。伍佰的LIVE 激情'95 枉費青春(アルバム)（中国語版）に収録
- 挪威的森林（ノルウェイの森, 1996年）
- 樹枝孤鳥（1998年）
- 煞到你（1998年）
- 白鴿（1999年）
- 痛哭的人
- 算了吧
- 愛你一萬年（「時の過ぎゆくままに」のカバー曲）
- 淚橋（2003年）
- 雙面人（2005年）
- 台灣製造（2005年）
- 你是我的花朵（2006年）など

## 出演映画、ドラマ
- 『徴婚啓事』 陳國富監督作品（1998年、台湾）
- 『美麗新世界』 施潤玖監督作品（1999年、中国）
- 『ドリフト』 ツイ・ハーク監督作品（2000年、香港）
- 『求婚事務所』 第2単元「戀戀風塵」 鈕承澤監督作品（2004年、台湾）
- 『香港国際警察/NEW POLICE STORY』 ベニー・チャン監督作品（2004年、香港）
- 『愛情城事/Tales of Taiwan』 曾寶儀プロデュース作品（2024年、台湾）

## 学歴
- 国立嘉義高級中学
- 国立嘉義師範学院